# Orimarga guttipennis
Orimarga guttipennis là một loài ruồi trong họ Limoniidae. Chúng phân bố ở miền Cổ bắc.